# Астровые (подсемейство)
Астровые (лат. Asteroideae) — подсемейство цветковых растений из семейства астровых порядка астроцветных, одно из двух (согласно традиционной классификации) или одно из примерно двенадцати (согласно современной системе классификации, учитывающей данные филогенетического анализа) подсемейств семейства Астровые (Asteraceae).
Подсемейство Астровые объединяет более тысячи родов и более шестнадцати тысяч видов, в то время как второе подсемейство, Цикориевые (Cichorioideae), или Латуковые (Lactucoideae), или Язычковоцветковые (Liguliflorae), состоит примерно из двухсот родов и четырёх тысяч видов.

## Название
В литературе иногда встречается другое название подсемейства — Трубкоцветные (лат. Tubiflorae или Tubuliflorae). Такое название связано с тем, что у представителей этого таксона цветки в основном трубчатые, а язычковыми бывают лишь краевые цветки.

## Трибы

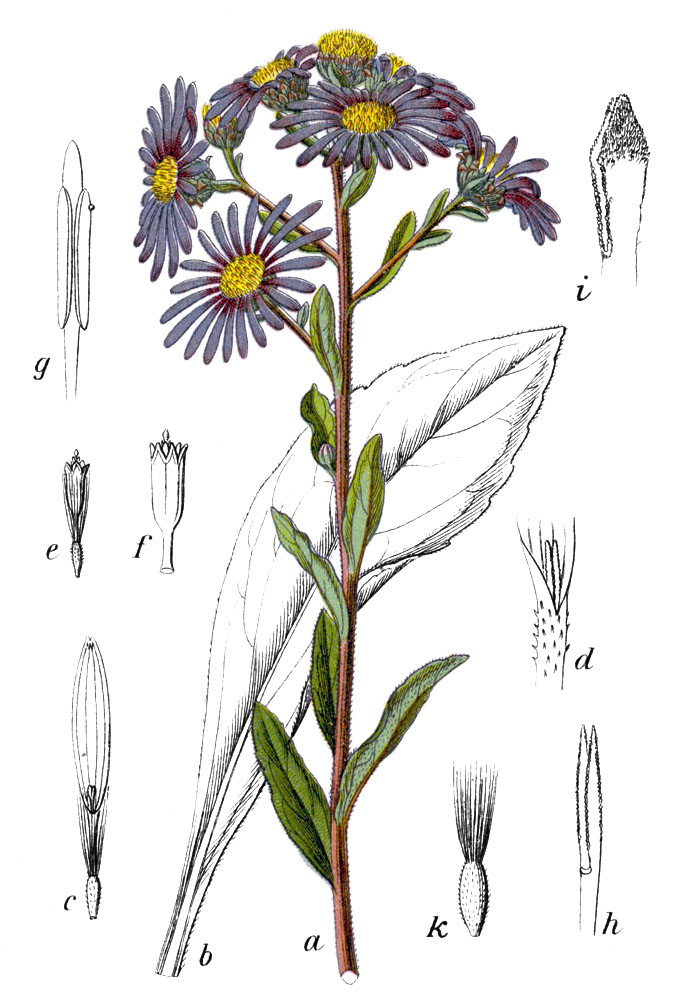
Астра итальянская (Aster amellus).

Число триб в подсемействе Астровые составляет более двадцати.
Самая примитивная триба подсемейства — Подсолнечниковые, или Гелиантовые (Heliantheae).
Список триб подсемейства Астровые:
- Anthemideae — Пупавковые, или Антемидеевые
- Athroismeae
- Astereae — Астровые
- Bahieae
- Calenduleae — Календуловые, или Ноготковые
- Chaenactideae
- Coreopsideae — Кореопсисовые
- Doroniceae
- Eupatorieae — Евпаториевые, или Посконниковые
- Gnaphalieae
- Helenieae
- Heliantheae — Подсолнечниковые, или Гелиантовые
- Inuleae — Девясиловые
- Madieae
- Millerieae
- Neurolaeneae
- Perityleae
- Plucheae
- Polymnieae — Полимниевые
- Senecioneae — Крестовниковые, или Сенециевые
- Tageteae — Бархатцевые